# Myrcia guildingiana
Myrcia guildingiana är en myrtenväxtart som först beskrevs av August Heinrich Rudolf Grisebach, och fick sitt nu gällande namn av Carl Karl Wilhelm Leopold Krug och Ignatz Urban. Myrcia guildingiana ingår i släktet Myrcia och familjen myrtenväxter. Inga underarter finns listade i Catalogue of Life.